# مقاطعة تيومين
تيومين أوبلاست هي إحدى الكيانات الفدرالية في روسيا. وتحوي المدن والقرى التالية: إيشيم، توبولسك، تيومين، يالوتوروفسك، زافودوكوفسك، أرميزونسكويي، أباتسكويي.